# Testudinellidae
Testudinellidae är en familj av hjuldjur. Enligt Catalogue of Life ingår Testudinellidae i ordningen Flosculariaceae, klassen Eurotatoria, fylumet hjuldjur och riket djur, men enligt Dyntaxa är tillhörigheten istället ordningen Flosculariacea, klassen Monogononta, fylumet hjuldjur och riket djur. Enligt Catalogue of Life omfattar familjen Testudinellidae 49 arter. 
Kladogram enligt Catalogue of Life och Dyntaxa:
| Testudinellidae | \| \| Anchitestudinella \| \| \| \| \| \| Pompholyx \| \| \| \| \| \| Testudinella \| \| \| \| |
|                 | \| \| Anchitestudinella \| \| \| \| \| \| Pompholyx \| \| \| \| \| \| Testudinella \| \| \| \| |
|                 | Conochilidae                                                                                   |
|                 |                                                                                                |
|                 | Flosculariidae                                                                                 |
|                 |                                                                                                |
|                 | Hexarthridae                                                                                   |
|                 |                                                                                                |
|                 | Trochosphaeridae                                                                               |
|                 |                                                                                                |
|                 | Anchitestudinella                                                                              |
|                 |                                                                                                |
|                 | Pompholyx                                                                                      |
|                 |                                                                                                |
|                 | Testudinella                                                                                   |
|                 |                                                                                                |

|  | Anchitestudinella |
|  |                   |
|  | Pompholyx         |
|  |                   |
|  | Testudinella      |
|  |                   |